# 孫和
孫 和（そん か/そん わ、224年 - 253年）は、中国三国時代の呉の皇族。字は子孝。父は孫権。母は王夫人（大懿皇后）。異母兄は孫登。異母姉は孫魯班（全公主）。異母弟は孫覇・孫休・孫亮。妻は張妃・何姫・他一人（孫謙の母）。子は孫晧・孫徳・孫謙・孫俊。娘は陸景の妻。『三国志』呉志 呉主五子伝 に記録がある。

## 経歴

### 若き日
幼少の頃から母の王氏のために孫権の寵愛を受け、14歳のときに直属の官僚と兵士が設けられたという。教育係として闞沢が付けられ、書物や稽古に励んだ。学問を好み、才能のある人物と鄭重に接し、名声を得た。
孫和は太子の孫登とも親しかった。このため孫登は赤烏4年（241年）に死去する直前、遺言書をしたためて孫和を後継者に立てることを願ったという。翌赤烏5年（242年）、19歳で孫権の後継者に指名され太子となった。太子の教育係として闞沢・薛綜が付けられ、友人役として蔡潁・張純・封甫・厳維といった人物が付けられた。鍾離牧も同年に太子輔義太尉に任命されたという。
孫和は現場の役人の上申が、政治の不正の温床になっているとして、禁止することを提言したという。また、太子中庶子の丁晏が都督の劉宝と争ったとき、それを仲裁し、2人の心を開かせ関係を修復させた。
孫和は人士達が文武の修養を怠り、博奕（六博や囲碁）に夢中になっていることを憂いていることを述べ、その座にいた8人の者にこの説を補強する論を著させた。そこで、8人の内の1人であった韋昭は、『博奕論』を著して博奕を批判した。これは、孫和の腹心の一人である蔡潁が博奕好きであったのを間接的に戒める意味もあった。

### 二宮事件
孫和が太子となると、皇后と王を立てるべきという意見が広がった。孫権は一度これを拒絶したが、同年8月に孫覇を魯王にし、孫和と同じ宮殿に住まわせ両人をほぼ同等に処遇するようになった。闞沢は孫和と孫覇の両方の教育係を務めた時期があるという。この措置に対し批判が向けられると、孫権は居住する宮殿を別にし、それぞれに幕僚を付けさせる措置をとった。こうして立太子を期待する孫覇派と、廃太子を防ごうとする孫和派の対立を招いた。殷基の『通語』によると、孫和側の重臣として、陸遜・諸葛恪・顧譚・吾粲・朱拠・滕胤・施績・丁密の名が挙げられている。
こうした孫和側の動きに反発したのは孫覇派の全公主であり、全公主と王夫人の仲も悪かった。孫権が病気になったとき、孫和を派遣して桓王廟（孫策の廟）に参籠させ快癒を祈った。しかし途中で孫和は妻の叔父である張休の屋敷にも招かれていた。全公主は孫権に対し「孫和は廟に行かずに、妻の実家で謀議を廻らしている」と報告した。結果、孫権の孫和に対する寵愛も衰えた。
孫覇派の楊竺はこの機会を利用し、孫権に孫覇の立嫡を積極的に勧めた。そのことを知った孫和が側近の陸胤を派遣して彼の族父である陸遜に助けを求めた。すでに闞沢・薛綜は没し、吾粲が太子の教育係となっており、陸遜と吾粲は孫権に嫡子と庶子の区別を明確にすべきと何度も主張した。しかし陸遜は孫覇派の讒言により憤死。また吾粲・顧譚も死罪・流刑に追い込まれ、孫和の外戚である張休も流刑・自殺に追い込まれた。赤烏9年（246年）には、歩夫人の一族である歩騭が丞相になるなど、孫覇派寄りの人事がなされたが、孫和派の諸葛恪や朱拠がなお高官におり、まもなく孫覇派の歩騭と全公主の夫の全琮も死去したため、孫権も孫和の廃嫡に踏み切ることができなかった。
赤烏10年（247年）、孫権が諸葛壱に命じ魏の諸葛誕を誘き寄せようと謀り、待ち伏せの軍を率いて出陣したとき、孫和は孫権のことを心配して諌めの手紙を送り、孫権が無事に帰還すると心の底から安堵したという。

### 廃嫡と死
赤烏13年（250年）、孫和は太子を廃された上で幽閉され、孫覇も自害を命じられた。新たな太子には孫亮が立てられることになった。『通語』によると、家臣団の分裂を憂えた孫権が、孫峻と相談した上で行なった措置だという。朱拠や、尚書僕射の屈晃・無難督の陳正・五営督の陳象など多くの重臣たちが孫和の赦免を願ったが、孫権はこれを不快に思い、朱拠や屈晃に棒叩き100回の刑を与え、陳正・陳象も処刑し一族皆殺しとさせた。後に朱拠は左遷され、任地に着く前に自殺させられた。屈晃もまた追放され、故郷に移住させられた。他にもこの処置に反対した者十数人が処刑されたり、放逐された。この中には孫和の腹心である張純も含まれている。
孫権はその後、孫和と孫覇の争いの真相が分かるようになると、孫和を赦免しようとしたが、全公主・孫峻・孫弘に反対され断念した。太元2年（252年）、南陽王とされた孫和は長沙に幽閉された。孫権の死後、実権を握った諸葛恪は、孫和の正妻の張氏と縁戚（舅（おじ）と姪の関係）であったため、孫和の待遇を改善しようと慰めの言葉をかけた。また、遷都するため旧都である武昌の宮殿を整備させた。しかし諸葛恪のこれらの行動は、孫和を復権させようとの野心と見做された。このため翌年、諸葛恪の誅殺後に実権を握った孫峻は、亡き諸葛恪のこうした言動に言いがかりを付け、孫和から王の印綬を取り上げ、新都に強制移住させた上で自殺を命じた。正妻の張氏も孫和と共に自殺した。

## 死後
孫和の子たちは、孫晧の生母である何姫によって養育された。しかし長男の孫晧は、帝位が孫亮から孫休に代わると、新都から呼び出され烏程侯として復権した。孫晧は即位すると父を文皇帝と諡し、墓の整備や新たな郡の設置、廟の新設など名誉回復のための措置を施した。孫晧は父親を大変敬愛していたようで、即位した時に父親を祀る祭りを立て続けに行なったため、近臣から「たび重なる祀りはかえって礼を損ないます」と諫められるほどだった。また韋昭に『呉書』に孫和の本紀を立てるよう命じたが、韋昭にそれを断られた。このことが韋昭誅殺の原因であったともいわれる。
『呉書』は、『呉志』に比べて、孫権・孫登の孫和への寵愛の記述が誇張され、これは孫皓の皇位継承の正統性を主張する行動が窺える。

## 評価
陳寿は「優れた資質を備え、自ら修養に努めたが、非業の死を遂げることとなった。悲しいことである」と評している。